# 右武卫
右武卫，中国古代禁卫军指挥机构。唐朝十六卫之一。

## 历史
隋文帝时设置右武卫。设右武卫大将军一人、正三品，右武卫将军二人、从三品。掌管宫掖禁御，督摄兵仗。属官有长史、司马、录事，功曹参军事、仓曹参军事、兵曹参军事、骑曹参军事，法曹行参军、铠曹行参军，统开府府、仪同府，领外军宿卫。
隋炀帝大业三年（607年），以右武卫大将军、右武卫将军总府事，并统诸鹰扬府。所领军士名熊渠，又设护军四人，作为将军副手，将军缺则以其一人摄行。不久改为虎贲郎将，以虎牙郎将六人作为副手。唐朝改虎贲郎将、虎牙郎将为武贲郎将、武牙郎将。又置长史、录事参军、司仓、司兵、司骑、司铠等员。
唐代右武卫为十六卫之一，依然是右武卫大将军一员、右武卫将军二员，統翊府及外府府兵，掌管宫禁宿卫，大朝会在正殿前，以其队次立在右骁卫之下，属官有长史,录事及仓曹参军、兵曹参军、骑曹参军、胄曹参军。翊府之翊卫、外府熊番上者，分配之。其翊府有中郎将、郎将、兵曹参军事、校尉、旅帅、队正、副队正等。
唐睿宗光宅元年（684年）改为右鹰扬卫。武周天授二年（691年）加置司阶、中候、司戈、执戟四色官及长上。唐中宗神龙元年（705年）改右鹰扬卫为右武卫。唐德宗贞元二年（788年）设上将军一人，在大将军之上。
辽朝也设置右武卫，设大将军、上将军、将军，为加官，领折冲都尉、果毅都尉。
北宋右武卫上将军、大将军、将军、中郎将置为环卫官，无定员、无职掌，多让宗室担任，也作为武臣赠典或武官责降散官。元丰改制前右武卫上将军为三品，后为从三品。右武卫大将军降为正四品，右武卫将军降为从四品。南宋多不除授，宋孝宗隆兴年间复置右武卫上将军、大将军、将军。

## 人物
- 583年，右武卫大将军窦荣定
- 604年，右武卫将军丘和
- 607年，武卫将军长孙晟
- 616年，右武卫将军皇甫无逸
- 618年，右武卫大将军李景
- 620年，右武卫将军王君廓
- 625年，右武卫将军段德操
- 626年，右武卫大将军罗艺
- 626年，右武卫大将军程知节
- 627年，右武卫将军刘德裕
- 630年，右武卫大将军史大奈
- 692年，右鹰扬卫将军王孝杰
- 694年，右鹰扬卫大将军李多祚
- 644年，右武卫将军李思摩
- 646年，右武卫大将军咄摩支
- 647年，右武卫将军孙贰朗
- 648年，右武卫大将军薛万彻
- 651年，右武卫将军龙突骑支
- 663年，右武卫将军冯士翙
- 663年，右武卫将军独孤卿云、辛文陵
- 666年，右武卫将军泉献诚
- 679年，右武卫将军崔献
- 681年，右武卫将军曹怀舜
- 683年，右武卫将军程务挺
- 689年，右武卫大将军黑齿常之
- 692年，武卫大将军阿史那忠节
- 696年，右武卫胄曹参军郭元振
- 698年，右武卫郎将杨齐庄
- 698年，右武卫将军沙吒忠义
- 704年，右武卫将军阿史那怀道
- 710年，右武卫大将军张仁愿
- 759年，右武卫大将军高庭晖
- 818年，右武卫大将军李文悦
- 857年，武卫将军尚延心
- 864年，右武卫大将军康承训
- 866年，右武卫将军王晏
- 870年，右武卫上将军宋威
- 924年，右武卫上将军李存贤
- 930年，右武卫上将军王思同
- 937年，右武卫上将军娄继英
- 944年，右武卫上将军张彦泽
- 956年，右武卫将军柴克宏